# Кадмея (дочь Александра Эпирского)
Кадмея — дочь эпирского царя Александра.
Кадмея родилась в браке Александра Эпирского и Клеопатры, дочери македонского царя Филиппа II и Олимпиады. По предположению Г. Берве и В. Хеккеля, она могла родиться в 335 году до н. э., через год после свадьбы родителей. Возможно, своё имя Кадмея получила в честь победы в этом году её дяди по материнской линии — Александра Македонского при Фивах. Когда Кадмее исполнилось четыре года, её отец погиб в Италии. Видимо, Кадмея осталась на попечении своей бабушки Олимпиады, так как Клеопатра уехала сначала в Македонию, а затем в Сарды, где и умерла в 308 году до н. э.
Из сообщения Плутарха известно, что Кадмея была жива в 296 году до н. э., так как именно в её доме на пиру её младший брат Неоптолем хвалился, что погубит Пирра. О дальнейшей судьбе Кадмеи исторические источники не сообщают. По замечанию Хеккеля, возможно, она погибла вместе с Неоптолемом.